# Frauke Petry
Pour les articles homonymes, voir Petry.
Frauke Petry [ˈfʁaʊkə ˈpeːtʁiː], née Marquardt le 1er juin 1975 à Dresde, est une femme politique allemande.
Porte-parole de l'Alternative pour l'Allemagne (AfD) à partir de 2015, elle quitte le parti à la suite des élections fédérales de 2017, lors desquelles elle est élue députée. Prônant une ligne plus modérée, elle lance le Parti bleu, qui ne perce pas sur le plan électoral et qu’elle dissout en 2019.

## Situation personnelle

### Origines
Frauke Petry, fille d’une chimiste et d’un ingénieur, naît et grandit en Allemagne de l'Est. Son père quitte la RDA lors d'une visite privée en Allemagne de l'Ouest. Accompagnée de sa mère, Frauke Petry rejoint son père en 1989 après la chute du mur de Berlin.

### Formation
Après avoir obtenu l'Abitur à Bergkamen en Rhénanie-du-Nord-Westphalie, elle étudie la chimie au Royaume-Uni et à Göttingen en Basse-Saxe (ouest de l’Allemagne). Elle retourne en Saxe en 2007 et y fonde puis dirige l’entreprise PURinvent System.

### Vie privée
De 1991 à 2015, elle est mariée avec un pasteur protestant, Sven Petry, avec qui elle a quatre enfants,.
Son mariage avec le président de l'AfD de la Rhénanie-du-Nord-Westphalie, Marcus Pretzell, est rendu public le 22 décembre 2016,. Ils ont un fils l'année suivante.

## Parcours politique

### Porte-parole de l’AfD
Le 4 juillet 2015, elle est élue porte-parole du parti eurosceptique AfD par 60 % des voix. Figure de proue de l’aile nationale-conservatrice, elle succède ainsi à son fondateur, Bernd Lucke, débordé par la base militante et renversé lors du congrès de 2015. Elle préside la fédération de la Saxe de l'AfD.
Dans le cadre de la crise migratoire en Europe, elle oriente la ligne de son parti vers une position anti-immigration et anti-islam. Elle plaide pour un rapprochement de son parti avec le Front national français. Elle fait polémique en affirmant que les policiers devraient être autorisés à faire usage de leurs armes à feu sur les migrants afin de leur interdire le passage de la frontière allemande. Elle affiche une proximité avec le mouvement islamophobe PEGIDA.
En vue des élections fédérales de 2017, elle renonce à revendiquer la tête de liste électorale de sa formation en pleine montée en puissance de l'aile identitaire de l'AfD. Dans une motion qui n'est pas soumise au vote des militants, elle défend une ligne modérée, mais elle semble isolée au sein du parti,,.

### Rupture avec l’AfD
À l'issue des élections fédérales de 2017, elle est élue au Bundestag, mais, malgré le bon score réalisé par l'AfD, refuse de siéger au sein du groupe de son parti, entendant ainsi protester contre sa « radicalisation ».
De plus en plus contestée en interne, accusée d’autoritarisme et de sectarisme, elle annonce sa démission de l'AfD et envisage de créer un parti concurrent, plus modéré. Son éviction était notamment réclamée par Alice Weidel, présidente du groupe parlementaire de l'AfD,.
Le 29 août 2017, elle se voit retirer son immunité de député au parlement de Saxe, et devrait faire l'objet de poursuites judiciaires pour parjure. Elle est accusée d'avoir menti à propos du financement de la campagne de son parti, lors des élections régionales du 31 août 2014, alors qu'elle était sous serment.
Le 12 octobre 2017, elle annonce la création du Parti bleu en prévision des prochaines législatives et des élections de 2019 dans la Saxe. En raison de résultats décevants, le parti est dissous à la fin de l'année 2019.

## Prises de position
L'Express relève en 2017 que ses positions ont souvent varié au cours de son engagement politique : « favorable aux quotas féminins, elle les condamne aujourd'hui ; opposée à l'intervention de l’État en économie, elle a profité des soutiens publics pour fonder sa PME ; d'abord engagée sur la question de la famille, elle n'aborde plus ce sujet depuis qu'elle a quitté, en 2015, son mari (pasteur luthérien) pour Marcus Pretzell, rencontré au sein du parti. Critique envers Marine Le Pen, elle a su réunir autour d'elle, au printemps, les dirigeants d'extrême droite européens. »